# Kanshi Ram
Kanshi Ram (15 de marzo de 1934 - 9 de octubre de 2006) fue un político indio y reformador social que trabajó para el levantamiento y la movilización política de los bahujans, las personas de castas inferiores o atrasadas, incluidos los grupos intocables en la base del sistema de castas en la India. Kanshi Ram es considerado el segundo nombre más importante del movimiento dalit en el panorama político de la India, después del Dr. Babasaheb Ambedkar. Cariñosamente conocido como Bahujan Nayak o Saheb, Kanshi Ram fundó el Partido Bahujan Samaj (BSP) en 1984, que pasó a formar el gobierno en el estado más grande de la India, Uttar Pradesh, en cuatro ocasiones.

## Primeros años y carrera política
Kanshi Ram nació en 1934 en el pueblo de Khawaspur en el distrito de Roper de Punjab en una familia sij de la comunidad Ramdassia. Después de completar un B.Sc. Licenciado, se unió al Laboratorio de Investigación de Materiales de Alta Energía (HEMRL) en la Organización de Investigación y Desarrollo de Defensa (DRDO) como científico asistente.
En 1986 declaró su transición de trabajador social a político y decidió dedicarse por completo al Partido Bahujan Samaj (BSP). Bajo el liderazgo de Ram, el Partido Bahujan Samaj (BSP) ganó 14 escaños parlamentarios en las elecciones federales de 1999. Kanshi Ram fue elegido miembro de Lok Sabha de Etawah en Uttar Pradesh. En 2001, el líder anunció abiertamente a Mayawati como su sucesor, quien luego se convirtió en el Ministro Principal de Uttar Pradesh.
Kanshi Ram nació en el distrito de Rupnagar, Punjab. Fue un líder carismático que dio luz verde a la Revolución Bahujan. Comenzó la política dalit a través de su organización de empleados llamada BAMCEF con el objetivo de unir a los dalit en un solo hilo.

## Legado
Hay muchos programas y esquemas gubernamentales e instituciones públicas que llevan el nombre de Kanshi Ram en Uttar Pradesh nombrado como Shahari Samagra Vikas Yojana. En su lugar de nacimiento, Pirthipur Bunga Sahib, tiene un monumento con su estatua. Fue un líder que dio luz verde a la Revolución Bahujan. Comenzó la política dalit a través de su organización de empleados llamada BAMCEF con el objetivo de unir a los dalit en un único grupo. Kanshi Ram fue elegido miembro de Lok Sabha de Etawah en Uttar Pradesh. En 2001, el líder anunció abiertamente a Mayawati como su sucesor, quien luego se convirtió en el Ministro Principal de Uttar Pradesh. Kanshi Ram fue un líder poderoso que expresó abiertamente su postura. En 1982, escribió un libro conocido como "La era Chamcha (una era de los chiflados)" en el que criticaba a los líderes dalit que trabajaban para partidos como el Congreso. El reconocido líder exhaló su último suspiro el 9 de octubre de 2006.
En 1986 declaró su transición de trabajador social a político y decidió dedicarse por completo al BSP. Bajo el liderazgo de Ram, el BSP ganó 14 escaños parlamentarios en las elecciones federales de 1999.
En 2017, se estrenó en India una película biográfica en hindi, El gran líder Kanshiram, basada en la historia del fundador del Partido Bahujan Samaj, Kanshi Ram, desde su infancia hasta 1984.

## Propuesta de conversión al budismo
En 2002, Ram anunció su intención de convertirse al budismo para el día 14 de octubre de 2006, 50.º aniversario de la conversión de Ambedkar. La intención era que cincuenta millones de sus seguidores se convirtieron al mismo tiempo. Parte del significado del plan era que dichos seguidores incluían no solo intocables, sino personas de otras castas que podrían ampliar significativamente el apoyo obtenido por el budismo. Sin embargo, murió el 9 de octubre de 2006.